# Bitwa pod Fragą (1134)
Bitwa pod Fragą – starcie zbrojne, które miało miejsce w dniu 17 lipca 1134 r. w trakcie Rekonkwisty pomiędzy armią króla Alfonsa I Aragońskiego zwanego „el Batalladorem“ a Almorawidami. 
W roku 1134 po kilku sukcesach Almorawodów, król aragoński Alfons I rozpoczął oblężenie zamieszkanego przez Maurów miasta Fraga, którego mieszkańcy o pomoc zwrócili się do Almorawidów. Po nadejściu Muzułmanów w rejon miasta doszło do bitwy z Aragończykami zakończonej zwycięstwem Almorawidów. Wojska chrześcijańskie poniosły znaczne straty. Ciężko ranny Alfons I zmarł w dniu 7 września 1134. Zwycięstwo pod Fragą było ostatnim zwycięstwem Almorawidów w walkach z chrześcijanami.